# Dansk filmfabrik
Dansk filmfabrik var et dansk filmselskab i Aarhus, der producerede stumfilm. Det har været blandt verdens bedste filmproducenter eller stumfilms producenter[kilde mangler].
I 1906 dannede Thomas S. Hermansen et filmselskab, A/S Fotorama, og det blev starten til en større virksomhed, der både omfattede filmoptagelser, filmudlejning og biografvirksomhed. Thomas S. Hermansen startede i 1908 et nyt aktieselskab A/S Thomas S. Hermansen, som han dog mistede kontrollen over.
I 1910 kom det til et brud med direktøren for Fotorama, og det var egentlig baggrunden for, at Hermansen i sommeren 1912 opførte filmstudiet i baggården til Guldsmedgade 33, som senere blev til Nørre Allé 13.
Bygningen tilhørte Dansk Filmfabrik og blev opført i 1912, og er herefter blevet bevaret, og kan stadigvæk ses i baggården ved Nørre Allé 13 i Århus. Dansk filmfabrik blev likvideret i 1914 på parodivis. Altså blev selskabet solgt til Thomas S. Hermansen’s hustru, Marie Hermansen for 25.000 kr, som omregnet svare til 1.353.781,51 kroner i nutidige penge. Inklusiv inventar og lager af fabrikerede film.
Det eneste der er tilbage af Thomas S. Hermansen er resterne af hans første virksomhed A/S Fotorama. Fotorama er i dag dog kun en biografvirksomhed. A/S Fotorama indstillede filmproduktionen i år 1940, herfra blev det som nævnt til en biografvirksomhed.
 Der er for få eller ingen kildehenvisninger i denne artikel, hvilket er et problem. Du kan hjælpe ved at angive troværdige kilder til de påstande, som fremføres i artiklen.